# Вернер Лангер
Вернер Лангер (нім. Walter Langer; 24 квітня 1890, Аннаберг — 16 лютого 1959, Єштадт)  — німецький військовий ветеринар, доктор ветеринарії, генерал-майор ветеринарної служби вермахту (1 жовтня 1942).

## Біографія
Учасник Першої світової війни. Після демобілізації армії залишений в рейхсвері. З 1925 року — допоміжний консультант ветеринарної інспекції Імперського військового міністерства. З 1932 року — полковий ветеринар 4-го піхотного полку. З 1935 року — головний ветеринарний офіцер Військової академії. З вересня 1939 року — головний ветеринар 22-го армійського корпусу. 1 червня 1940 року відправлений в резерв ОКГ. Пізніше призначений головним ветеринарним офіцером при командувачі німецькими військами в Данії. 25 липня 1945 року арештований співробітниками СМЕРШ в Екштедті. 19 жовтня 1949 року переданий владі ФРН і звільнений.

## Нагороди
- Залізний хрест 2-го класу
- Почесний хрест ветерана війни з мечами (1934)
- Медаль «За вислугу років у Вермахті» 4-го, 3-го і 2-го класу (18 років; 2 жовтня 1936) — отримав 3 нагороди одночасно.
- Медаль «За Атлантичний вал»
- Хрест Воєнних заслуг 2-го і 1-го класу з мечами